# 1605 w polityce

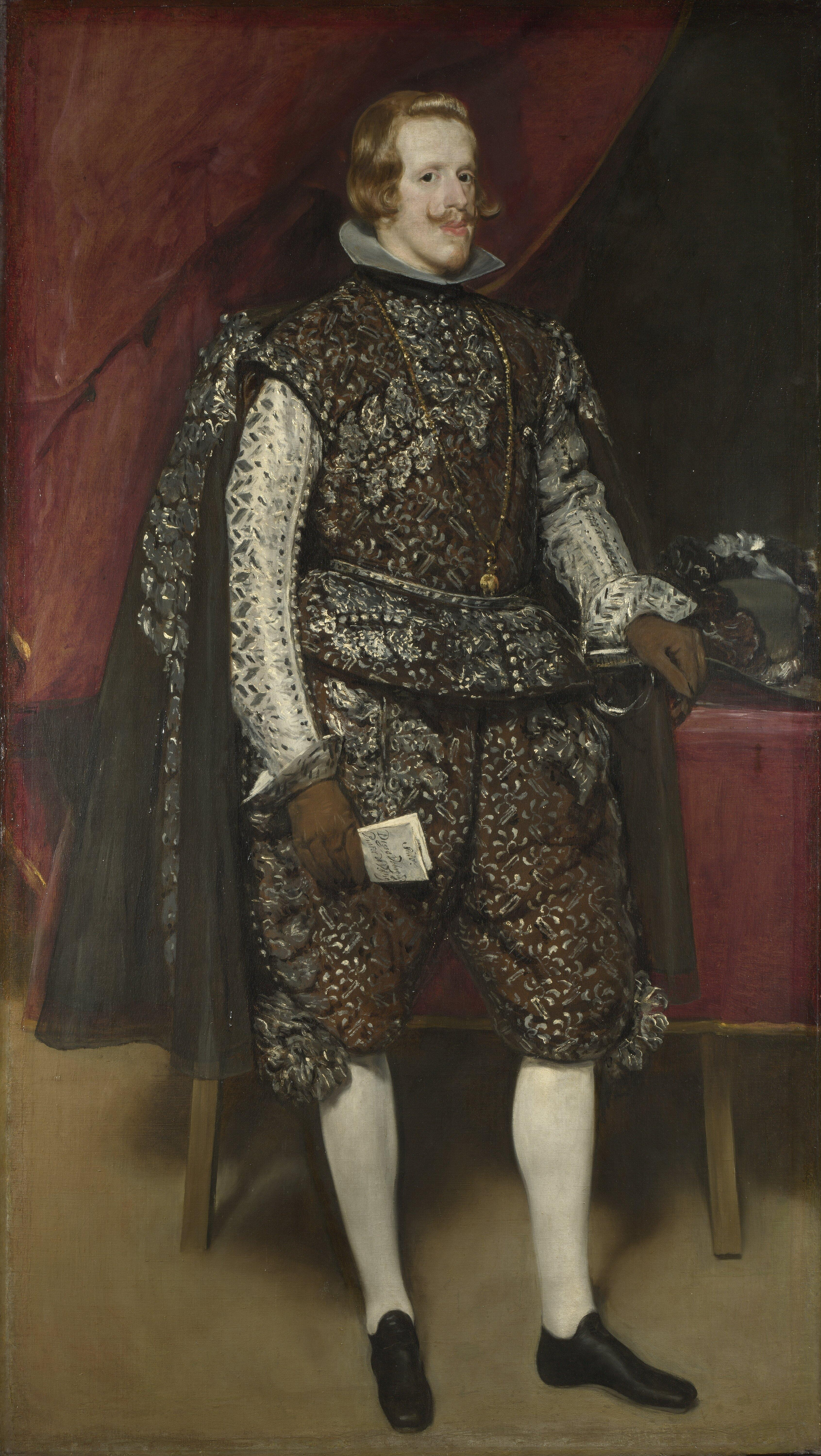
Diego Velázquez, Portret Filipa IV Habsburga

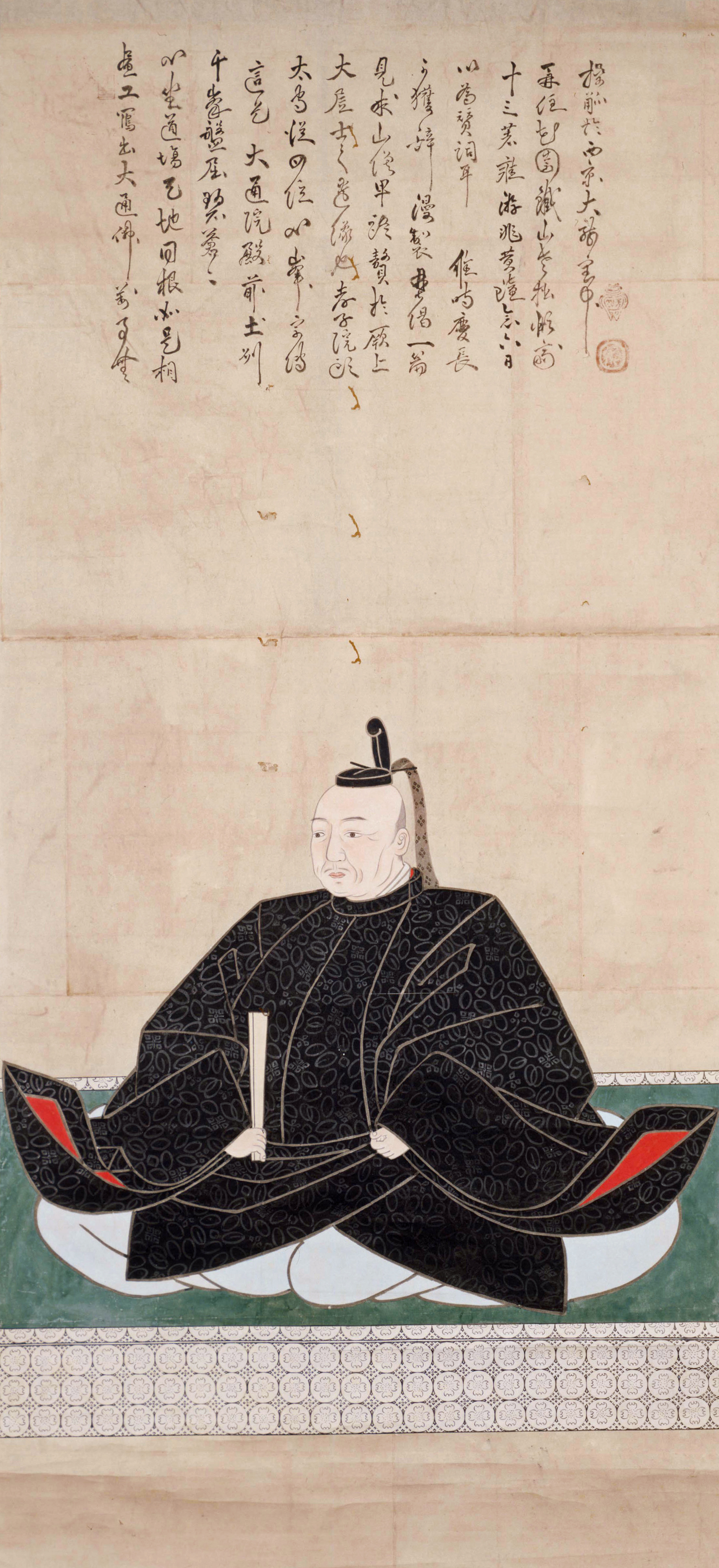
Yamauchi Kazutoyo

Wydarzenia polityczne w 1605 roku.

## Wydarzenia
- 1 kwietnia – Alessandro Ottaviano de' Medici zostaje papieżem[1]. Jego pontyfikat potrwa niespełna cztery tygodnie[1].
- 16 maja – Camillo Borghese zostaje papieżem[2].
- 27 września – Bitwa pod Kircholmem[3]. Hetman Jan Karol Chodkiewicz[4] pokonuje trzykrotnie liczniejszą armię szwedzką.
- 4 listopada – Guy Fawkes zostaje aresztowany w podziemiach angielskiego Parlamentu obok zgromadzonych w nich beczek z prochem[5].
- 5 listopada – zostaje wykryty Spisek prochowy[6]. Na pamiątkę tego wydarzenia 5 XI zostaje ustanowiony dniem publicznego dziękczynienia (ang. Guy Fawkes Day)[6].

## Urodzili się
- 17 marca – Jerzy II, landgraf Hesji-Darmstadt[7].
- 8 kwietnia – Filip IV Habsburg, król Hiszpanii[8] (zm. 1665).
- 23 grudnia – Tianqi, cesarz Chin[9].

## Zmarli
- 23 kwietnia – Borys Godunow, car Rosji[10].
- 10 maja – Kazimierz VII, książę pomorski[11].
- 1 listopada – Kazutoyo Yamauchi, japoński feudał[12].